# Tektosagen
Die Tektosagen (gr. Tektosages, lat. Tectosages) waren ein Teilstamm der Volker (lat. Volcae), die im Gebiet der Gallia Narbonensis siedelten. Ein anderer Stammesteil wurde zu einem der drei keltischen Stämme in Kleinasien, die zusammen die Galater bildeten. Die beiden anderen Galatervölker waren die Tolistobogier (auch Tolistoagier) und die Trokmer.
Der Name Tectosages wird nach einer Theorie von Helmut Birkhan als „nach einem Dach (einer Heimat) suchende“ (tecto-sag-; sag- zum lateinischen sagio, hier im Sinne von „einer Spur folgen“) erklärt, eine andere Erklärung ist expliziter: „Beutesucher“

Völkerwanderung der Tektosagen

## Geschichte

### DieVolcae Tectosages

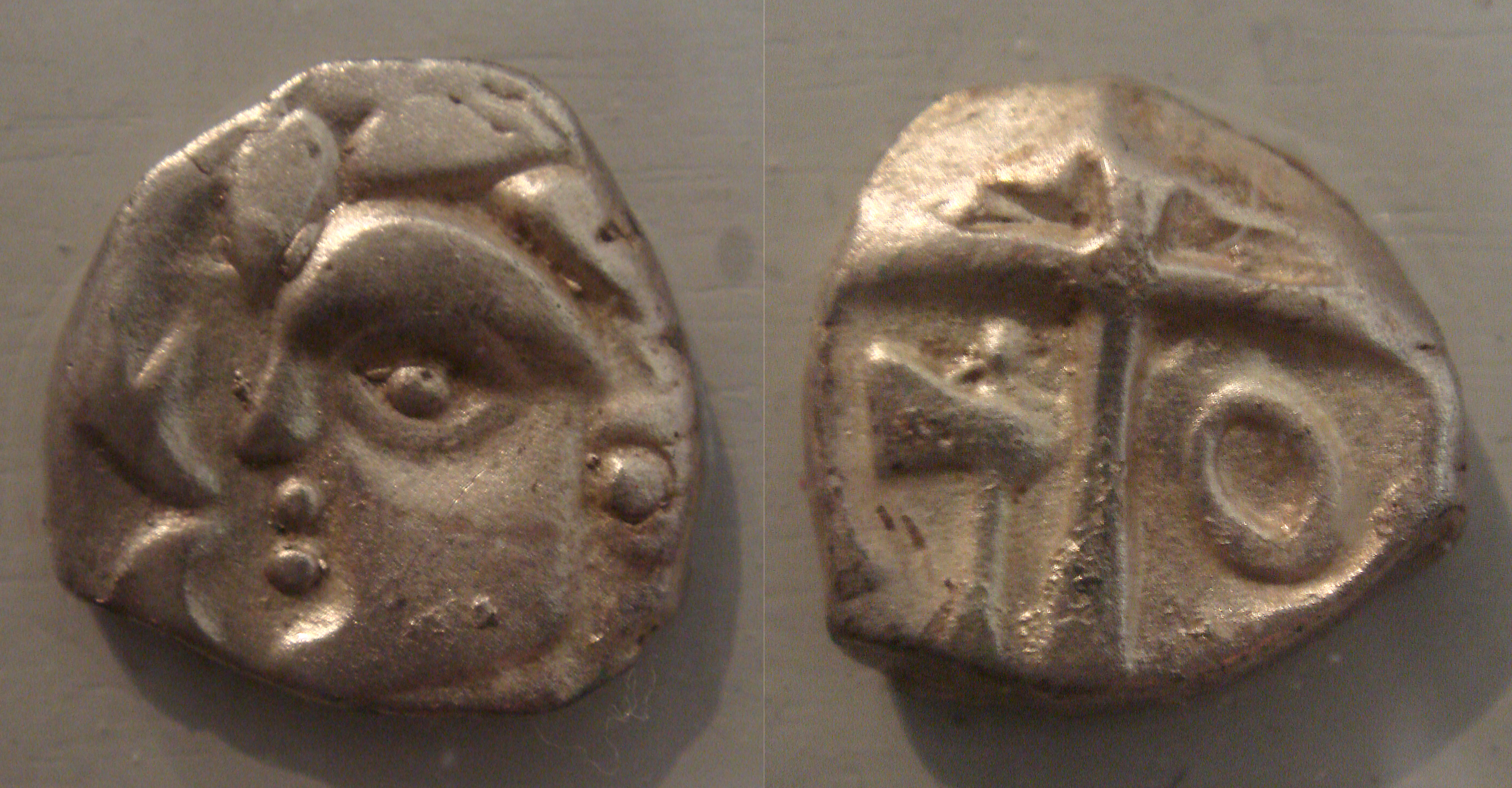
Tektosagen-Münzen aus Südfrankreich, 5. - 1. Jhdt. v. Chr.

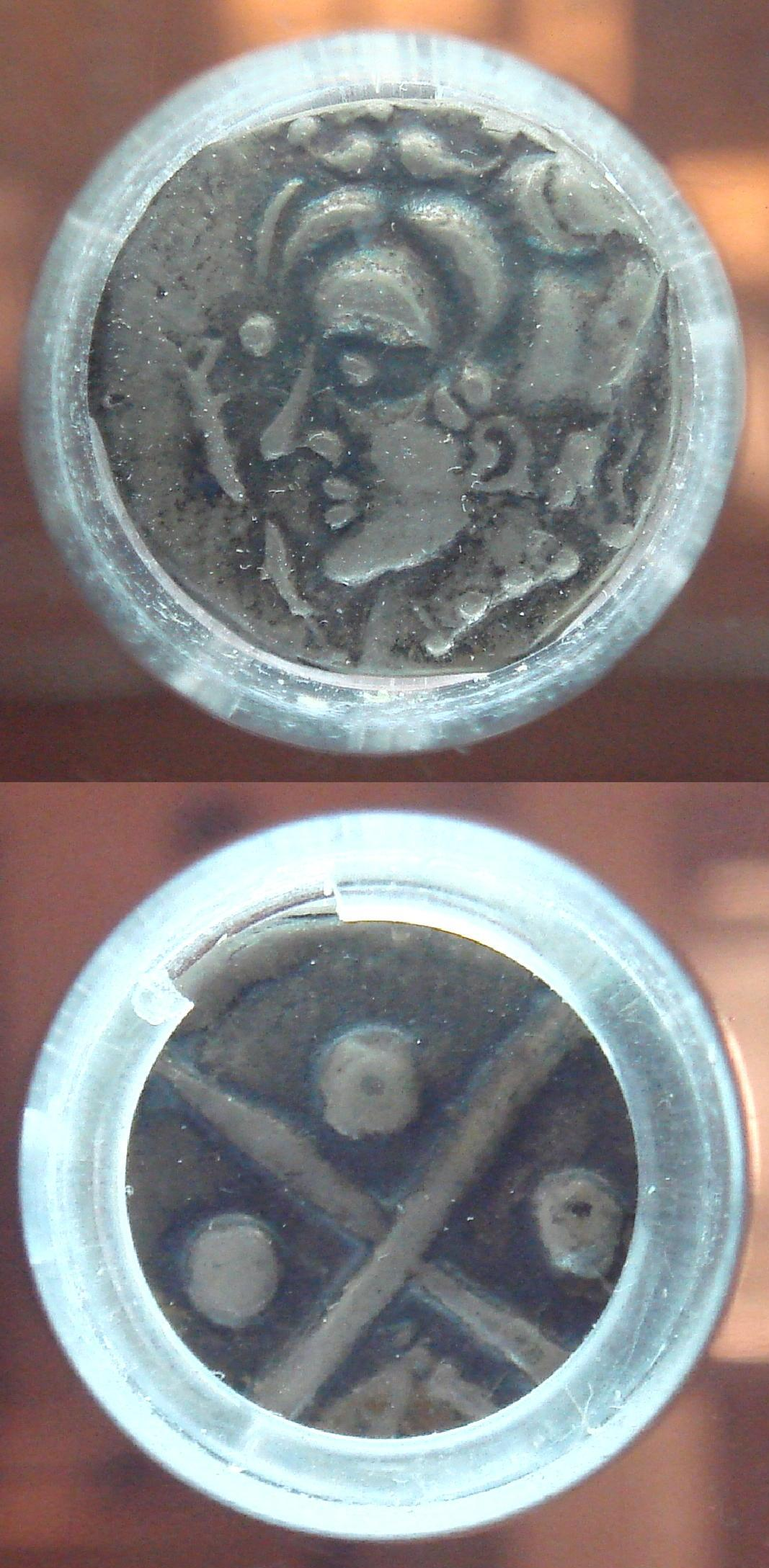
Silbermünzen der Tektosagen

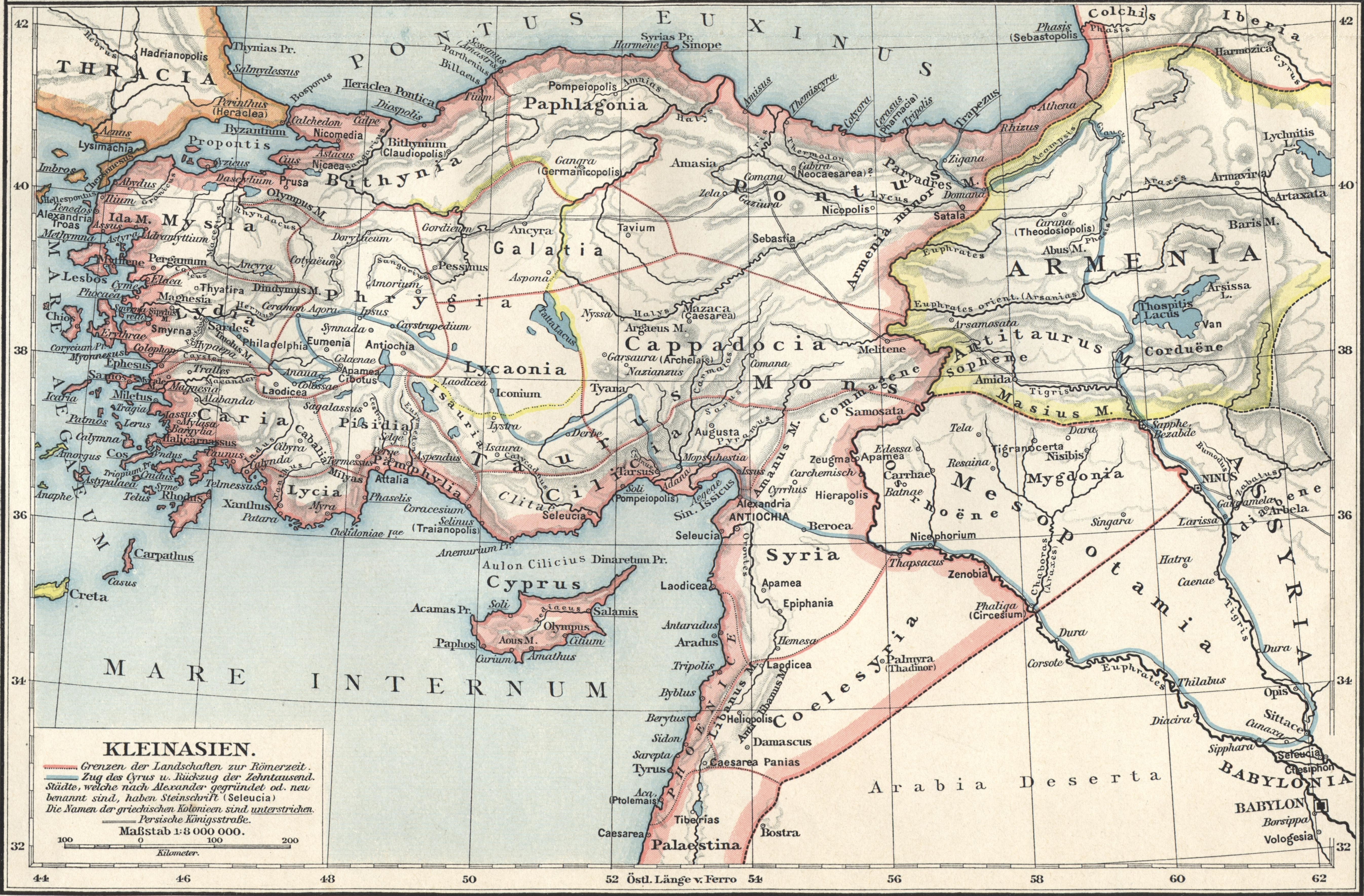
Galatien mit Ancyra in der oberen Kartenmitte

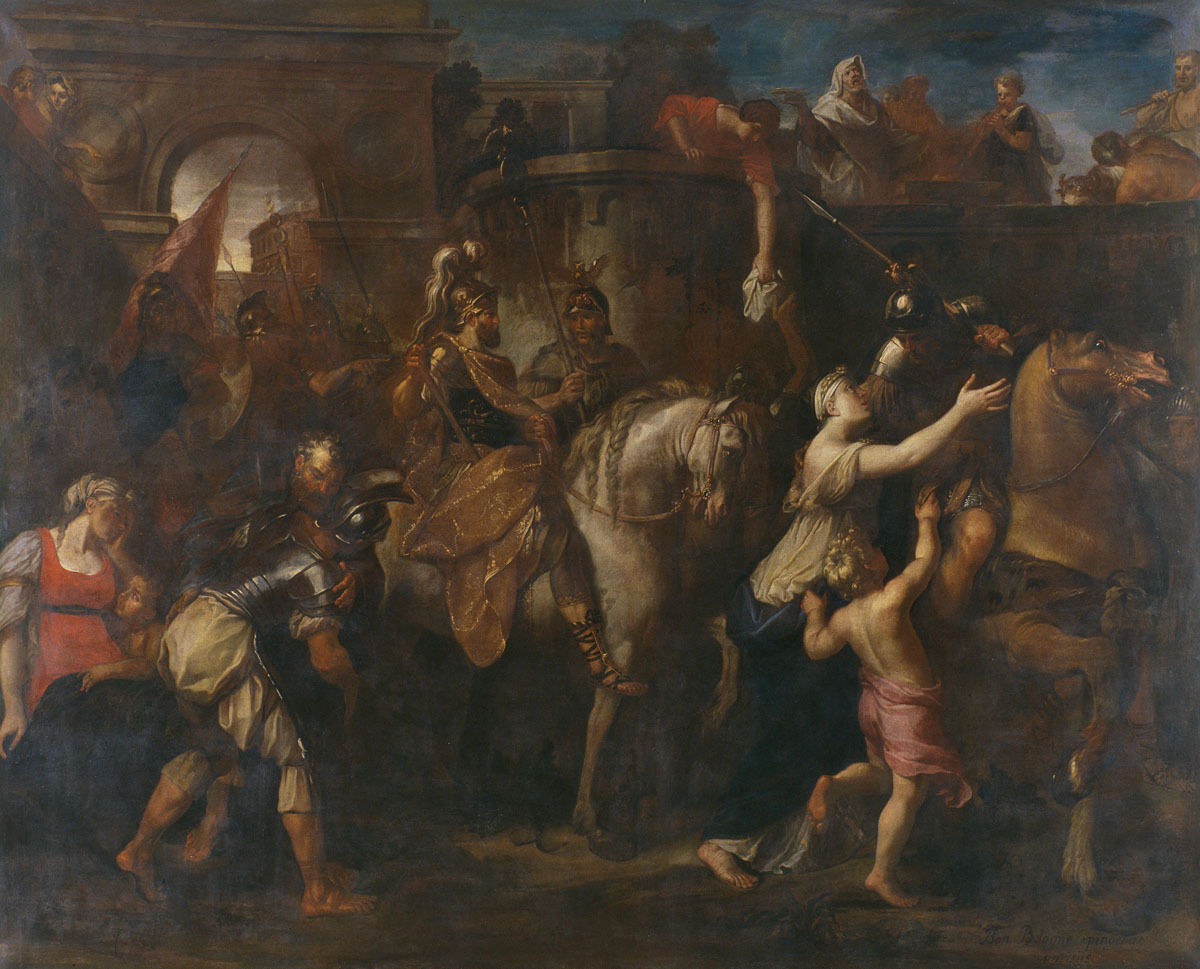
Bon Boullogne Auszug der Tektosagen

Der volkische Teilstamm der Volcae Tectosages, nach Caesar (bellum Gallicum 6, 24) ursprünglich im Herkynischen Wald beheimatet, hatte nach seiner Auswanderung neue Wohngebiete im späteren Languedoc, im Gebiet um die beiden Städte Colonia Narbo Martius (Narbonne) und Tolose (Toulouse), letztere wurde ihre Hauptstadt. In den Jahren 121 bis 118 v. Chr. wurden sie von den Römern unterworfen und in die neue römischen Provinz Gallia Narbonensis eingegliedert, erhielten allerdings eine gewisse Autonomie.

### Die galatischen Tektosagen
279/278 v. Chr. zog ein Teil der Tektosagen im Zuge der Keltischen Südwanderung zusammen mit Tolistobogiern und Trokmern durch Thrakien. Ihr Ziel war die Region um Byzantion (Byzanz, Konstantinopel), wo sich die Kelten vorerst niederließen. 275 v. Chr. wurden sie von Nikomedes I. als Söldner nach Bithynien geholt, um ihm dort im Kampf gegen seinen Bruder zu unterstützen und ihm den Thron zu sichern. Bald machten sie sich selbständig und zogen plündernd durch das westliche Kleinasien. In der sogenannten „Elefantenschlacht“ 275, 268 oder 267 v. Chr. wurden die Galater von Antiochos I. geschlagen und erhielten Wohngebiete beiderseits des Halys zugewiesen. Die Tektosagen besiedelten das Gebiet um Ankyra (Ankara).

## Stammeseinteilung
Die Tektosagen teilten sich in vier Unterabteilungen (Tetrarchien) unter der Führung eines Tetrarchen. Gemeinsam mit den Tetrarchien der ebenso gegliederten Tolistobogier und Trokmer bildeten sie den koinòn Galáton („Galatischer Bund“, später Galatien genannt), der neben den zwölf Tetrarchen auch noch von einer Ratsversammlung von 300 Männern geleitet wurde. Versammlungsort war der drunemeton, der nicht genau lokalisierbare „Heilige Hain“. Von dieser Versammlung wurden ein Richter (dikastés) und ein Feldherr mit zwei Unterfeldherrn bestimmt.
Diese zwölf Tetrarchen wurden von drei Herrschern abgelöst, bis schließlich unter dem Tolistobogier Deiotaros Philorhomaios („Deiotaros Römerfreund“) eine faktische Alleinherrschaft eines Königs über alle Galater entstand.